# Eli EV
Eli EV – chińsko-amerykański producent elektrycznych mikrosamochodów z siedzibą w Long Beach działający od 2015 roku.

## Historia
W 2015 roku chiński przedsiębiorca i inżynier Marcus Li założył startup Eli, za cel obierając rozwój własnej koncepcji elektrycznego mikrosamochodu do użytku w zatłoczonych metropoliach. Za siedzibę firma obrała amerykańskie miasto Long Beach w Kalifornii, dzieląc swoje aktywności między Chinami a Stanami Zjednoczonymi. W styczniu 2017 roki podczas wydarzenia Consumer Electronics Show w Las Vegas Eli przedstawiło oficjalnie swój pojazd, noszący nazwę  Eli Zero.
W celu sfinansowania wdrożenia do seryjnej produkcji mikrosamochodu Zero, Eli zdecydowało się na tzw. crowdfunding, w 2020 roku pozyskując środki od ponad 1,5 tysiąca inwestorów w kwocie ponad 1,37 miliona dolarów. Dzięki zabezpieczeniu wystarczającej kwoty we wrześniu 2021, po nieco ponad po 4 latach od prezentacji, rozpoczęła się seryjna produkcja Eli Zero w Chinach we współpracy z lokalnym partnerem. Za cenę 10 230 euro, samochód powstaje z myślą o wyselekcjonowanych rynkach Europy Zachodniej.

## Modele samochodów

### Obecnie produkowane
- Zero